# Cúp bóng đá Nam Mỹ 2021 (Bảng A)
Bảng A của Cúp bóng đá Nam Mỹ 2021, còn được gọi là Khu vực Nam, sẽ diễn ra từ ngày 11 đến ngày 27 tháng 6 năm 2021 ở Brasil. Bảng này bao gồm cựu chủ nhà Argentina, Bolivia, đội nắm kỷ lục về số lần vô địch Uruguay, Chile và Paraguay.
Ban đầu, bảng A dự kiến diễn ra từ ngày 12 đến ngày 30 tháng 6 năm 2020. Tuy nhiên, vào ngày 17 tháng 3 năm 2020, giải đấu đã bị hoãn lại cho đến năm 2021 do đại dịch COVID-19 tại Nam Mỹ.
Argentina bị CONMEBOL tước quyền đăng cai giải do đại dịch COVID-19 đang hoành hành khắp nơi ở nước này. Ngay sau đó, CONMEBOL đã quyết định trao quyền đăng cai giải đấu này cho Brasil.

## Các đội tuyển
| Vị trí bốc thăm | Đội tuyển           | Tham dự | Thành tích tốt nhất lần trước                                                                          | Bảng xếp hạng FIFA Tháng 6 năm 2021 |
| --------------- | ------------------- | ------- | --- | ----------------------------------- |
| A1              | Argentina (chủ nhà) | 43 lần  | Vô địch (1921, 1925, 1927, 1929, 1937, 1941, 1945, 1946, 1947, 1955, 1957, 1959 (A), 1991, 1993)       |                                     |
| A2              | Bolivia             | 28 lần  | Vô địch (1963)                                                                                         |                                     |
| A3              | Uruguay             | 45 lần  | Vô địch (1916, 1917, 1920, 1923, 1924, 1926, 1935, 1942, 1956, 1959 (E), 1967, 1983, 1987, 1995, 2011) |                                     |
| A4              | Chile               | 40 lần  | Vô địch (2015, 2016)                                                                                   |                                     |
| A5              | Paraguay            | 38 lần  | Vô địch (1953, 1979)                                                                                   |                                     |

## Bảng xếp hạng
| VT | Đội       | ST | T | H | B | BT | BB | HS | Đ  | Giành quyền tham dự                 |
| -- | --------- | -- | - | - | - | -- | -- | -- | -- | ----------------------------------- |
| 1  | Argentina | 4  | 3 | 1 | 0 | 7  | 2  | +5 | 10 | Đi tiếp vào vòng đấu loại trực tiếp |
| 2  | Uruguay   | 4  | 2 | 1 | 1 | 4  | 2  | +2 | 7  | Đi tiếp vào vòng đấu loại trực tiếp |
| 3  | Paraguay  | 4  | 2 | 0 | 2 | 5  | 3  | +2 | 6  | Đi tiếp vào vòng đấu loại trực tiếp |
| 4  | Chile     | 4  | 1 | 2 | 1 | 3  | 4  | −1 | 5  | Đi tiếp vào vòng đấu loại trực tiếp |
| 5  | Bolivia   | 4  | 0 | 0 | 4 | 2  | 10 | −8 | 0  |                                     |

Trong tứ kết:
- Đội nhất bảng A sẽ giành quyền thi đấu với đội xếp thứ tư của bảng B.
- Đội nhì bảng A sẽ giành quyền thi đấu với đội xếp thứ ba của bảng B.
- Đội xếp thứ ba của bảng A sẽ giành quyền thi đấu với đội nhì của bảng B.
- Đội xếp thứ tư của bảng A sẽ giành quyền thi đấu với đội nhất của bảng B.

## Các trận đấu
Lịch thi đấu và thời gian khởi động ban đầu năm 2020 đã được công bố lần lượt vào ngày 3 tháng 12 năm 2019 và ngày 4 tháng 3 năm 2020. Lịch thi đấu năm 2021 mới đã được công bố vào ngày 13 tháng 8 năm 2020. Sau khi Úc rút lui, lịch thi đấu rút ngắn đã được công bố vào ngày 15 tháng 3 năm 2021.
Giờ thi đấu tính theo giờ địa phương (UTC−3). Tuy vậy, nếu trận đấu diễn ra ở Cuiabá, nơi có múi giờ khác so với các địa phương còn lại tô chức giải (UTC–4), giờ thi đấu tại đó cũng sẽ được liệt kê cho riêng trận đấu đó.

### Lượt đấu 1

#### Argentina vs Chile
| Argentina   | 1–1      | Chile        |
| ----------- | -------- | ------------ |
| - Messi 33' | Chi tiết | - Vargas 57' |

| Argentina | Chile |

| TM                  | 23 | Emiliano Martínez     |     |     |
| HV                  | 4  | Gonzalo Montiel       |     | 85' |
| HV                  | 2  | Lucas Martínez Quarta | 30' |     |
| HV                  | 19 | Nicolás Otamendi      |     |     |
| HV                  | 3  | Nicolás Tagliafico    |     |     |
| TV                  | 7  | Rodrigo De Paul       |     |     |
| TV                  | 5  | Leandro Paredes       |     | 68' |
| TV                  | 20 | Giovani Lo Celso      |     | 67' |
| TĐ                  | 10 | Lionel Messi (c)      |     |     |
| TĐ                  | 22 | Lautaro Martínez      | 62' | 80' |
| TĐ                  | 15 | Nicolás González      |     | 80' |
| Vào sân thay người: |    |                       |     |     |
| TV                  | 11 | Ángel Di María        |     | 67' |
| TV                  | 14 | Exequiel Palacios     |     | 68' |
| TĐ                  | 9  | Sergio Agüero         |     | 80' |
| TĐ                  | 16 | Joaquín Correa        |     | 80' |
| HV                  | 26 | Nahuel Molina         |     | 85' |
| Huấn luyện viên:    |    |                       |     |     |
| Lionel Scaloni      |    |                       |     |     |

| TM                  | 1  | Claudio Bravo (c) |     |       |
| HV                  | 4  | Mauricio Isla     | 25' |       |
| HV                  | 17 | Gary Medel        |     | 84'   |
| HV                  | 3  | Guillermo Maripán |     |       |
| HV                  | 2  | Eugenio Mena      |     |       |
| TV                  | 8  | Arturo Vidal      | 35' | 85'   |
| TV                  | 13 | Erick Pulgar      | 32' |       |
| TV                  | 20 | Charles Aránguiz  |     |       |
| TĐ                  | 21 | Carlos Palacios   |     | 77'   |
| TĐ                  | 11 | Eduardo Vargas    |     | 77'   |
| TĐ                  | 9  | Jean Meneses      |     | 90+3' |
| Vào sân thay người: |    |                   |     |       |
| TV                  | 7  | César Pinares     |     | 77'   |
| TĐ                  | 22 | Ben Brereton      |     | 77'   |
| HV                  | 5  | Enzo Roco         |     | 84'   |
| TV                  | 19 | Tomás Alarcón     |     | 85'   |
| TV                  | 14 | Pablo Galdames    |     | 90+3' |
| Huấn luyện viên:    |    |                   |     |       |
| Martín Lasarte      |    |                   |     |       |

| Cầu thủ xuất sắc nhất trận: Lionel Messi (Argentina) Trợ lý trọng tài: Alexander Guzmán (Colombia) Jhon Alexander León (Colombia) Trọng tài thứ tư: Alexis Herrera (Venezuela) Trợ lý trọng tài video: Jhon Ospina (Colombia) Giám sát trợ lý trọng tài video: Christian Lescano (Ecuador) |

#### Paraguay vs Bolivia
| Paraguay                                 | 3–1      | Bolivia                |
| ---------------------------------------- | -------- | ---------------------- |
| - Romero Gamarra 62' - A. Romero 65, 80' | Chi tiết | - Saavedra 10' (ph.đ.) |

| Paraguay | Bolivia |

| TM                      | 12 | Antony Silva             |        |     |
| HV                      | 13 | Alberto Espínola         | 45+11' |     |
| HV                      | 15 | Gustavo Gómez (c)        |        |     |
| HV                      | 6  | Júnior Alonso            |        |     |
| HV                      | 19 | Santiago Arzamendia      | 8'     | 74' |
| TV                      | 23 | Mathías Villasanti       |        | 46' |
| TV                      | 26 | Robert Piris Da Motta    |        | 58' |
| TV                      | 17 | Alejandro Romero Gamarra |        | 87' |
| TĐ                      | 10 | Miguel Almirón           |        |     |
| TĐ                      | 11 | Ángel Romero             |        |     |
| TĐ                      | 9  | Gabriel Ávalos           |        | 87' |
| Vào sân thay người:     |    |                          |        |     |
| TV                      | 8  | Richard Sánchez          |        | 46' |
| TĐ                      | 7  | Carlos González          |        | 58' |
| TV                      | 24 | David Martínez           |        | 74' |
| TV                      | 28 | Andrés Cubas             |        | 87' |
| TĐ                      | 28 | Julio Enciso             |        | 87' |
| Huấn luyện viên trưởng: |    |                          |        |     |
| Eduardo Berizzo         |    |                          |        |     |

| TM                  | 12 | Rubén Cordano         |           |     |
| HV                  | 8  | Diego Bejarano        | 29'       |     |
| HV                  | 2  | Jairo Quinteros       |           |     |
| HV                  | 5  | Adrián Jusino         |           |     |
| HV                  | 3  | José Sagredo          |           |     |
| HV                  | 19 | Enrique Flores        | 40'       | 46' |
| TV                  | 16 | Erwin Saavedra        |           | 64' |
| TV                  | 6  | Leonel Justiniano (c) |           | 75' |
| TV                  | 15 | Boris Céspedes        |           | 46' |
| TĐ                  | 18 | Gilbert Álvarez       |           | 69' |
| TĐ                  | 24 | Jaume Cuéllar         | 38' 45+9' |     |
| Vào sân thay người: |    |                       |           |     |
| TV                  | 17 | Roberto Fernández     |           | 46' |
| TV                  | 22 | Danny Bejarano        |           | 46' |
| TV                  | 13 | Diego Wayar           |           | 64' |
| TĐ                  | 11 | Rodrigo Ramallo       |           | 69' |
| TV                  | 21 | Erwin Junior Sánchez  |           | 75' |
| Huấn luyện viên:    |    |                       |           |     |
| César Farías        |    |                       |           |     |

| Cầu thủ xuất sắc nhất trận: Alejandro Romero Gamarra (Paraguay) Trợ lý trọng tài: Jonny Bossio (Peru) Raúl López Cruz (Peru) Trọng tài thứ tư: Guillermo Guerrero (Ecuador) Trợ lý trọng tài video: Wagner Reway (Brasil) Giám sát trợ lý trọng tài video: Víctor Hugo Carrillo (Peru) |

### Lượt đấu 2

#### Chile vs Bolivia
| Chile          | 1–0      | Bolivia |
| -------------- | -------- | ------- |
| - Brereton 10' | Chi tiết |         |

| Chile | Bolivia |

| GK                  | 1  | Claudio Bravo (c) |     |     |
| RB                  | 4  | Mauricio Isla     |     |     |
| CB                  | 17 | Gary Medel        |     |     |
| CB                  | 3  | Guillermo Maripán | 81' |     |
| LB                  | 2  | Eugenio Mena      |     |     |
| CM                  | 8  | Arturo Vidal      |     | 69' |
| CM                  | 13 | Erick Pulgar      |     |     |
| CM                  | 20 | Charles Aránguiz  |     |     |
| LF                  | 9  | Jean Meneses      |     | 65' |
| CF                  | 11 | Eduardo Vargas    |     |     |
| RF                  | 22 | Ben Brereton      |     | 84' |
| Vào sân thay người: |    |                   |     |     |
| MF                  | 7  | César Pinares     |     | 65' |
| MF                  | 19 | Tomás Alarcón     |     | 69' |
| MF                  | 27 | Pablo Aránguiz    |     | 84' |
| Huấn luyện viên:    |    |                   |     |     |
| Martín Lasarte      |    |                   |     |     |

| GK                  | 1  | Carlos Lampe         |     |     |
| RB                  | 8  | Diego Bejarano       | 87' |     |
| CB                  | 2  | Jairo Quinteros      |     |     |
| CB                  | 5  | Adrián Jusino        |     |     |
| LB                  | 17 | Roberto Fernández    |     |     |
| RM                  | 16 | Erwin Saavedra       |     | 78' |
| CM                  | 20 | Ramiro Vaca          | 53' | 90' |
| CM                  | 6  | Leonel Justiniano    |     | 90' |
| LM                  | 7  | Juan Carlos Arce (c) |     |     |
| RF                  | 25 | Jeyson Chura         |     | 64' |
| LF                  | 18 | Gilbert Álvarez      |     |     |
| Vào sân thay người: |    |                      |     |     |
| FW                  | 11 | Rodrigo Ramallo      |     | 64' |
| DF                  | 19 | Enrique Flores       |     | 78' |
| MF                  | 14 | Moisés Villarroel    |     | 90' |
| MF                  | 22 | Danny Bejarano       |     | 90' |
| Huấn luyện viên:    |    |                      |     |     |
| César Farías        |    |                      |     |     |

| Cầu thủ xuất sắc nhất trận: Eduardo Vargas (Chile) Trợ lý trọng tài: Diego Barbero Sevilla (Tây Ban Nha) Ángel Nevado Rodríguez (Tây Ban Nha) Trọng tài thứ tư: Andrés Rojas (Colombia) Trợ lý trọng tài video: Ricardo de Burgos Bengoetxea (Tây Ban Nha) Giám sát trợ lý trọng tài video: José Luis Munuera Montero (Tây Ban Nha) |

#### Argentina vs Uruguay
| Argentina          | 1–0      | Uruguay |
| ------------------ | -------- | ------- |
| - G. Rodríguez 13' | Chi tiết |         |

| Argentina | Uruguay |

| GK                  | 23 | Emiliano Martínez | 73'   |       |
| RB                  | 26 | Nahuel Molina     |       |       |
| CB                  | 13 | Cristian Romero   |       |       |
| CB                  | 19 | Nicolás Otamendi  |       |       |
| LB                  | 8  | Marcos Acuña      |       |       |
| CM                  | 7  | Rodrigo De Paul   | 90+3' |       |
| CM                  | 18 | Guido Rodríguez   |       |       |
| CM                  | 20 | Giovani Lo Celso  | 48'   | 52'   |
| RF                  | 10 | Lionel Messi (c)  |       |       |
| CF                  | 22 | Lautaro Martínez  |       | 52'   |
| LF                  | 15 | Nicolás González  |       | 70'   |
| Vào sân thay người: |    |                   |       |       |
| MF                  | 14 | Exequiel Palacios |       | 52'   |
| MF                  | 16 | Joaquin Correa    | 52'   | 90+1' |
| MF                  | 11 | Ángel Di María    |       | 70'   |
| DF                  | 6  | Germán Pezzella   |       | 90+3' |
|                     |    |                   |       |       |
| Huấn luyện viên:    |    |                   |       |       |
| Lionel Scaloni      |    |                   |       |       |

| GK                  | 1  | Fernando Muslera   |     |     |
| RB                  | 13 | Giovanni González  |     | 70' |
| CB                  | 2  | José María Giménez |     |     |
| CB                  | 3  | Diego Godín (c)    |     |     |
| LB                  | 17 | Matías Viña        |     |     |
| RM                  | 15 | Federico Valverde  | 84' |     |
| CM                  | 6  | Rodrigo Bentancur  |     | 46' |
| CM                  | 14 | Lucas Torreira     | 62' | 64' |
| LM                  | 7  | Nicolás De La Cruz | 65' |     |
| RF                  | 9  | Luis Suárez        |     |     |
| LF                  | 21 | Edinson Cavani     |     |     |
| Vào sân thay người: |    |                    |     |     |
| MF                  | 8  | Nathian Nández     |     | 46' |
| MF                  | 5  | Matías Vecino      |     | 64' |
| FW                  | 26 | Brian Ocampo       | 65' | 90' |
| FW                  | 25 | Facundo Torres     |     | 70' |
| MF                  | 24 | Fernando Gorriarán |     | 84' |
| Huấn luyện viên:    |    |                    |     |     |
| Óscar Tabárez       |    |                    |     |     |

| Cầu thủ xuất sắc nhất trận: Lionel Messi (Argentina) Trợ lý trọng tài: Danilo Manis (Brazil) Bruno Pires (Brazil) Trọng tài thứ tư: Juan Soto (Venezuela) Trợ lý trọng tài video: Wagner Reway (Brazil) Giám sát trợ lý trọng tài video: Rafael Traci (Brazil) |

### Lượt đấu 3

#### Uruguay vs Chile
| Uruguay            | 1–1      | Chile        |
| ------------------ | -------- | ------------ |
| - Vidal 66' (l.n.) | Chi tiết | - Vargas 26' |

| Uruguay | Chile |

| GK                  | 1  | Fernando Muslera       |     |     |
| RB                  | 13 | Giovanni González      |     | 46' |
| CB                  | 2  | José María Giménez     |     |     |
| CB                  | 3  | Diego Godín (c)        |     |     |
| LB                  | 17 | Matías Viña            |     | 85' |
| RM                  | 15 | Federico Valverde      | 13' |     |
| CM                  | 5  | Matías Vecino          |     | 81' |
| LM                  | 7  | Nicolás De La Cruz     |     | 46' |
| AM                  | 10 | Giorgian De Arrascaeta |     | 60' |
| RF                  | 9  | Luis Suárez            |     |     |
| LF                  | 21 | Edinson Cavani         |     |     |
| Vào sân thay người: |    |                        |     |     |
| DF                  | 22 | Martín Cáceres         |     | 46' |
| MF                  | 8  | Nahitan Nández         |     | 46' |
| FW                  | 25 | Facundo Torres         |     | 60' |
| MF                  | 14 | Lucas Torreira         |     | 81' |
| FW                  | 20 | Jonathan Rodríguez     |     | 85' |
| Huấn luyện viên:    |    |                        |     |     |
| Oscar Tabárez       |    |                        |     |     |

| GK                  | 1  | Claudio Bravo (c)   |     |     |
| CB                  | 6  | Francisco Sierralta | 19' |     |
| CB                  | 17 | Gary Medel          |     |     |
| CB                  | 3  | Guillermo Maripán   |     | 38' |
| RW                  | 4  | Mauricio Isla       |     |     |
| CM                  | 13 | Erick Pulgar        |     | 84' |
| CM                  | 20 | Charles Aránguiz    |     |     |
| LW                  | 2  | Eugenio Mena        |     |     |
| AM                  | 8  | Arturo Vidal        |     | 69' |
| RF                  | 11 | Eduardo Vargas      |     | 56' |
| LF                  | 22 | Ben Brereton        |     | 69' |
| Vào sân thay người: |    |                     |     |     |
| DF                  | 5  | Enzo Roco           |     | 38' |
| FW                  | 9  | Jean Meneses        |     | 56' |
| MF                  | 19 | Tomás Alarcón       |     | 69' |
| FW                  | 24 | Luciano Arriagada   |     | 69' |
| Huấn luyện viên:    |    |                     |     |     |
| Martín Lasarte      |    |                     |     |     |

| Cầu thủ xuất sắc nhất trận: Charles Aránguiz (Chile) Trợ lý trọng tài: Christian Lescano (Ecuador) Byron Romero (Ecuador) Trọng tài thứ tư: Guillermo Guerrero (Ecuador) Trợ lý trọng tài video: Rafael Traci (Brazil) Giám sát trợ lý trọng tài video: Víctor Hugo Carrillo (Peru) |

#### Argentina vs Paraguay
| Argentina   | 1–0      | Paraguay |
| ----------- | -------- | -------- |
| - Gómez 10' | Chi tiết |          |

| Argentina | Paraguay |

| GK                  | 23 | Emiliano Martínez  |     |     |
| RB                  | 26 | Nahuel Molina      |     |     |
| CB                  | 13 | Cristian Romero    |     |     |
| CB                  | 6  | Germán Pezzella    |     |     |
| LB                  | 3  | Nicolás Tagliafico |     |     |
| CM                  | 5  | Leandro Paredes    | 34' |     |
| CM                  | 18 | Guido Rodríguez    |     |     |
| CM                  | 24 | Alejandro Gómez    |     |     |
| RF                  | 10 | Lionel Messi (c)   |     |     |
| CF                  | 9  | Sergio Agüero      | 59' |     |
| LF                  | 11 | Ángel Di María     |     |     |
| Vào sân thay người: |    |                    |     |     |
| FW                  | 16 | Joaquín Correa     |     | 59' |
| MF                  | 7  | Rodrigo De Paul    |     | 72' |
| MF                  | 17 | Nicolás Domínguez  |     | 81' |
| MF                  | 21 | Ángel Correa       |     | 81' |
| Huấn luyện viên:    |    |                    |     |     |
| Lionel Scaloni      |    |                    |     |     |

| GK                  | 1  | Antony Silva             |     |     |
| RB                  | 13 | Alberto Espínola         |     |     |
| CB                  | 15 | Gustavo Gómez (c)        | 16' |     |
| CB                  | 6  | Júnior Alonso            |     |     |
| LB                  | 19 | Santiago Arzamendia      |     |     |
| CM                  | 14 | Andrés Cubas             | 66' |     |
| CM                  | 26 | Robert Piris Da Motta    |     |     |
| RW                  | 17 | Alejandro Romero Gamarra | 66' |     |
| AM                  | 10 | Miguel Almirón           |     |     |
| LW                  | 11 | Ángel Romero             |     |     |
| CF                  | 9  | Gabriel Ávalos           |     |     |
| Vào sân thay người: |    |                          |     |     |
| MF                  | 16 | Ángel Cardozo Lucena     | 78' | 66' |
| MF                  | 21 | Óscar Romero             |     | 66' |
| MF                  | 8  | Richard Sánchez          |     | 82' |
| FW                  | 7  | Carlos González          |     | 87' |
| FW                  | 18 | Braian Samudio           |     | 87' |
| Huấn luyện viên:    |    |                          |     |     |
| Eduardo Berizzo     |    |                          |     |     |

| Cầu thủ xuất sắc nhất trận: Ángel Di María (Argentina) Trợ lý trọng tài: Carlos López (Venezuela) Jorge Urrego (Venezuela) Trọng tài thứ tư: Alexis Herrera (Venezuela) Trợ lý trọng tài video: Jhon Ospina (Colombia) Giám sát trợ lý trọng tài video: Alexander Guzmán (Colombia) |

### Lượt đấu 4

#### Bolivia vs Uruguay
| Bolivia | 0–2      | Uruguay                         |
| ------- | -------- | ------------------------------- |
|         | Chi tiết | - Lampe 40' (l.n.) - Cavani 79' |

| Bolivia | Uruguay |

| GK                  | 1  | Carlos Lampe         |     |     |
| RB                  | 16 | Erwin Saavedra       |     |     |
| CB                  | 2  | Jairo Quinteros      |     |     |
| CB                  | 5  | Adrián Jusino        |     |     |
| LB                  | 17 | Roberto Fernández    |     | 74' |
| DM                  | 6  | Leonel Justiniano    |     |     |
| RM                  | 25 | Jeyson Chura         | 16' | 46' |
| CM                  | 14 | Moisés Villarroel    |     | 46' |
| CM                  | 20 | Ramiro Vaca          |     |     |
| LM                  | 7  | Juan Carlos Arce (c) |     | 68' |
| CF                  | 11 | Rodrigo Ramallo      |     | 61' |
| Vào sân thay người: |    |                      |     |     |
| MF                  | 10 | Henry Vaca           | 47' | 46' |
| MF                  | 22 | Danny Bejarano       |     | 46' |
| FW                  | 9  | Marcelo Moreno       |     | 61' |
| MF                  | 21 | Erwin Junior Sánchez | 81' | 68' |
| DF                  | 19 | Enrique Flores       |     | 74' |
| Huấn luyện viên:    |    |                      |     |     |
| César Farías        |    |                      |     |     |

| GK                  | 1  | Fernando Muslera       |  |     |
| RB                  | 8  | Nahitan Nández         |  | 88' |
| CB                  | 2  | José María Giménez     |  |     |
| CB                  | 3  | Diego Godín (c)        |  |     |
| LB                  | 17 | Matías Viña            |  |     |
| RM                  | 15 | Federico Valverde      |  |     |
| CM                  | 5  | Matías Vecino          |  |     |
| LM                  | 7  | Nicolás De La Cruz     |  | 61' |
| AM                  | 10 | Giorgian De Arrascaeta |  | 73' |
| RF                  | 9  | Luis Suárez            |  | 88' |
| LF                  | 21 | Edinson Cavani         |  |     |
| Vào sân thay người: |    |                        |  |     |
| MF                  | 6  | Rodrigo Bentancur      |  | 61' |
| FW                  | 25 | Facundo Torres         |  | 73' |
| DF                  | 13 | Giovanni González      |  | 88' |
| FW                  | 18 | Maximiliano Gómez      |  | 88' |
| Huấn luyện viên:    |    |                        |  |     |
| Óscar Tabárez       |    |                        |  |     |

| Trợ lý trọng tài: Carlos López (Venezuela) Jorge Urrego (Venezuela) Trọng tài thứ tư: Jesús Valenzuela (Venezuela) Trợ lý trọng tài video: Wagner Reway (Brasil) Giám sát trợ lý trọng tài video: Juan Soto (Venezuela) |

#### Chile vs Paraguay
| Chile | 0–2      | Paraguay                            |
| ----- | -------- | ----------------------------------- |
|       | Chi tiết | - Samudio 33' - Almirón 58' (ph.đ.) |

| Chile | Paraguay |

| GK                  | 1  | Claudio Bravo (c)   | 58'   |     |
| RB                  | 4  | Mauricio Isla       |       |     |
| CB                  | 17 | Gary Medel          | 56'   | 68' |
| CB                  | 6  | Francisco Sierralta |       |     |
| LB                  | 2  | Eugenio Mena        |       |     |
| CM                  | 8  | Arturo Vidal        |       |     |
| CM                  | 19 | Tomás Alarcón       |       | 46' |
| CM                  | 20 | Charles Aránguiz    |       |     |
| LF                  | 7  | César Pinares       |       | 68' |
| CF                  | 11 | Eduardo Vargas      |       |     |
| RF                  | 22 | Ben Brereton        | 45+1' |     |
| Vào sân thay người: |    |                     |       |     |
| FW                  | 9  | Jean Meneses        |       | 46' |
| DF                  | 5  | Enzo Roco           |       | 68' |
| MF                  | 14 | Pablo Galdames      |       | 68' |
| Huấn luyện viên:    |    |                     |       |     |
| Martín Lasarte      |    |                     |       |     |

| GK                  | 1  | Antony Silva         |     |           |
| RB                  | 13 | Alberto Espínola     |     |           |
| CB                  | 15 | Gustavo Gómez (c)    |     |           |
| CB                  | 6  | Júnior Alonso        |     |           |
| LB                  | 24 | David Martínez       | 78' |           |
| RM                  | 18 | Braian Samudio       |     | 62'       |
| CM                  | 16 | Ángel Cardozo Lucena |     | 84'       |
| CM                  | 23 | Mathías Villasanti   |     |           |
| LM                  | 19 | Santiago Arzamendia  |     | 84'       |
| RF                  | 10 | Miguel Almirón       |     | 77'       |
| LF                  | 7  | Carlos González      |     | 77'       |
| Vào sân thay người: |    |                      |     |           |
| FW                  | 11 | Ángel Romero         | 62' |           |
| MF                  | 21 | Óscar Romero         |     | 77'       |
| FW                  | 20 | Antonio Bareiro      |     | 77' 90+5' |
| DF                  | 3  | Omar Alderete        |     | 84'       |
| MF                  | 5  | Gastón Giménez       |     | 84'       |
| Huấn luyện viên:    |    |                      |     |           |
| Eduardo Berizzo     |    |                      |     |           |

| Trợ lý trọng tài: Alexander Guzmán (Colombia) Jhon Alexander León (Colombia) Trọng tài thứ tư: Andrés Rojas (Colombia) Trợ lý trọng tài video: Rafael Traci (Brasil) Giám sát trợ lý trọng tài video: Jhon Ospina (Colombia) |

### Lượt đấu 5

#### Bolivia vs Argentina
| Bolivia        | 1–4      | Argentina                                             |
| -------------- | -------- | ----------------------------------------------------- |
| - Saavedra 60' | Chi tiết | - Gómez 6' - Messi 33' (ph.đ.), 42' - L. Martínez 65' |

| Bolivia | Argentina |

| GK                  | 1  | Carlos Lampe (c)         |     |       |
| RB                  | 16 | Erwin Saavedra           | 85' |       |
| CB                  | 4  | Luis Haquin              |     |       |
| CB                  | 5  | Adrián Jusino            |     |       |
| LB                  | 17 | Roberto Fernández        | 81' |       |
| DM                  | 6  | Leonel Justiniano        |     |       |
| RM                  | 25 | Jeyson Chura             | 61' |       |
| CM                  | 20 | Ramiro Vaca              |     |       |
| CM                  | 15 | Boris Céspedes           | 61' |       |
| LM                  | 8  | Diego Bejarano           |     |       |
| CF                  | 18 | Gilbert Álvarez          | 61' |       |
| Vào sân thay người: |    |                          |     |       |
| DF                  | 3  | José Sagredo             | 61' |       |
| MF                  | 10 | Henry Vaca               | 61' |       |
| FW                  | 11 | Rodrigo Ramallo          | 61' | 86'   |
| MF                  | 13 | Diego Wayar              | 81' | 90+2' |
| MF                  | 14 | Moisés Villarroel Angulo | 85' |       |
| Huấn luyện viên:    |    |                          |     |       |
| César Farías        |    |                          |     |       |

| GK                  | 1  | Franco Armani     |     |
| RB                  | 4  | Gonzalo Montiel   |     |
| CB                  | 25 | Lisandro Martínez |     |
| CB                  | 6  | Germán Pezzella   |     |
| LB                  | 8  | Marcos Acuña      | 90' |
| CM                  | 18 | Guido Rodríguez   | 71' |
| CM                  | 14 | Exequiel Palacios | 71' |
| RW                  | 21 | Ángel Correa      | 64' |
| AM                  | 10 | Lionel Messi (c)  |     |
| LW                  | 24 | Alejandro Gómez   | 57' |
| CF                  | 9  | Sergio Agüero     | 63' |
| Vào sân thay người: |    |                   |     |
| FW                  | 27 | Julián Álvarez    | 57' |
| FW                  | 22 | Lautaro Martínez  | 63' |
| MF                  | 20 | Giovani Lo Celso  | 64' |
| MF                  | 18 | Leandro Paredes   | 71' |
| MF                  | 17 | Nicolás Domíguez  | 71' |
| Huấn luyện viên:    |    |                   |     |
| Lionel Scaloni      |    |                   |     |

| Trợ lý trọng tài: Jhon Alexander León (Colombia) Jonny Bossio (Peru) Trọng tài thứ tư: Diego Haro (Peru) Trợ lý trọng tài video: Ricardo de Burgos Bengoetxea (Tây Ban Nha) Giám sát trợ lý trọng tài video: Alexander Guzmán (Colombia) |

#### Uruguay vs Paraguay
| Uruguay              | 1–0      | Paraguay |
| -------------------- | -------- | -------- |
| - Cavani 21' (ph.đ.) | Chi tiết |          |

| Uruguay | Paraguay |

| GK                  | 1  | Fernando Muslera       |     |
| RB                  | 8  | Nahitan Nández         |     |
| CB                  | 2  | José María Giménez     |     |
| CB                  | 3  | Diego Godín (c)        | 46' |
| LB                  | 17 | Matías Viña            |     |
| CM                  | 15 | Federico Valverde      | 76' |
| CM                  | 5  | Matías Vecino          | 57' |
| CM                  | 6  | Rodrigo Bentancur      |     |
| RF                  | 7  | Nicolás De La Cruz     |     |
| CF                  | 21 | Edinson Cavani         | 68' |
| LF                  | 10 | Giorgian De Arrascaeta | 67' |
| Vào sân thay người: |    |                        |     |
| DF                  | 19 | Sebastián Coates       | 46' |
| DF                  | 22 | Martín Caceres         | 57' |
| FW                  | 25 | Facuno Torres          | 67' |
| FW                  | 9  | Luis Suárez            | 68' |
| MF                  | 14 | Lucas Torreira         | 76' |
| Huấn luyện viên:    |    |                        |     |
| Óscar Tabárez       |    |                        |     |

| GK                  | 1  | Antony Silva (c)         |     |
| RB                  | 13 | Alberto Espínola         | 57' |
| CB                  | 2  | Robert Rojas             |     |
| CB                  | 6  | Júnior Alonso            | 81' |
| LB                  | 3  | Omar Alderete            | 43' |
| RM                  | 18 | Braian Samudio           | 73' |
| CM                  | 23 | Mathías Villasanti       |     |
| CM                  | 5  | Gastón Giménez           | 74' |
| LM                  | 11 | Ángel Romero             |     |
| RF                  | 10 | Miguel Almirón           | 33' |
| LF                  | 9  | Gabriel Ávalos           | 57' |
| Vào sân thay người: |    |                          |     |
| MF                  | 21 | Óscar Romero             | 33' |
| FW                  | 7  | Carlos Gonzaléz Espínola | 57' |
| DF                  | 24 | David Martínez           | 57' |
| MF                  | 14 | Andrés Cubas             | 73' |
| MF                  | 8  | Richard Sánchez          | 74' |
| Huấn luyện viên:    |    |                          |     |
| Eduardo Berizzo     |    |                          |     |

| Trợ lý trọng tài: Danilo Manis (Brasil) Bruno Pires (Brasil) Trọng tài thứ tư: Guillermo Guerrero (Ecuador) Trợ lý trọng tài video: Wagner Reway (Brasil) Giám sát trợ lý trọng tài video: Christian Lescano (Ecuador) |